# Истинная жизнь Себастьяна Найта
«Истинная жизнь Себастьяна Найта» («Подлинная жизнь Себастьяна Найта», «Истинная жизнь Севастьяна Найта», англ. The Real Life of Sebastian Knight) — первый роман Владимира Набокова на английском языке, написанный в декабре 1938 — январе 1939 годов в Париже и впервые изданный в 1941 году в США.

## Сюжет
Рассказчик, некто В., русский эмигрант, пишет книгу о своём недавно умершем единокровном брате, английском писателе Себастьяне Найте (Sebastian Knight). Описывается, как рассказчик по крупицам собирает информацию о Себастьяне, распутывая клубок его жизни, творчества, любви.
В романе прослеживается аналогия с шахматной партией: так, фамилия главного героя (англ. Knight) может означать «шахматный конь», фамилия его подруги — Бишоп (англ. Bishop, «шахматный слон»), роковой любви — Лесерф (что можно трактовать как «ферзь»). Впрочем, сам Набоков писал своему издателю, Эдмунду Вильсону, так: 
[Дописываю] после Вашего телефона. Нет — за вычетом мимолетного упоминания шахматной игры в одной главе, в развитии всей книги нет никакой (данные слова написаны по-русски, в советской орфографии)  "шахматной аналогии". Звучит заманчиво, но чего нет, того нет.Письмо В. В. Набокова Э. Вильсону от 21 октября 1941 года

## Интерпретации
Особенностью романа является тесное переплетение фактов и вымысла, а также смешение ролей автора, рассказчика и героя. Так, Зильберманн, который в главе 13 помогает В. раздобыть список постояльцев отеля, имеет очевидное сходство с мистером Зиллером, героем рассказа Себастьяна Найта «Изнанка луны», о котором рассказчик упоминает в главе 11. Кроме того, финальная сцена романа напоминает об инциденте, связанном с пребыванием Себастьяна Найта в Рокебрюне и описанном в автобиографическом произведении «Утерянные вещи».
На основании этих и других совпадений критиками были предложены следующие интерпретации романа:
1. «Истинная жизнь Себастьяна Найта» является в то же время последним романом Себастьяна Найта. Таким образом, настоящим рассказчиком является не В., а сам Себастьян Найт. При этом круг замыкается: биограф становится персонажем произведения писателя, биографию которого он пишет.
2. Автором текста является рассказчик В., Себастьян Найт реально существует, но все события, описанные рассказчиком после неудачной попытки самостоятельно получить список постояльцев от управляющего отеля «Бомон», являются его вымыслом, основанным на мотивах хорошо известных рассказчику произведений Себастьяна Найта.
3. Автором текста является рассказчик В., Себастьян Найт — придуманный им персонаж.

Помимо прочего, находит свое место в череде интерпретаций и само имя Себастьяна Найта. Так, Геннадий Барабтарло пишет о присутствии в нем любимого приема Набокова — анаграммы:
Но по-английски это имя — важная анаграмма и вместе тамга, тайное начертание, рукоприкладный знак мастера (по выражению Даля). Sebastian Knight = Knight is absent, т. е. Найт отсутствует, его нет.
(Правда, остается на руках неиспользованный и неопределенный артикль "а", но и он идет в дело <...>)
В остатке указывается артикль "а", но и он не без применения, если учесть, что английское "knight", как сказано, означает еще и шахматного коня.

## Критики о романе
«Сказать, что роман „Истинная жизнь Себастьяна Найта“ блестяще, мастерски задуман и написан, значит почти ничего не сказать о впечатлении, которое он производит. Это дьявольски талантливое произведение не просто необычно по настроению, но и волнующе выходит за рамки основной традиции английского повествования, как это происходит с произведениями Ганса Андерсена и Гоголя. Написанная на живейшем и наипрозрачнейшем английском, эта книга нечто, создающее эффект прослушивания речитатива блаженного из оперы „Борис Годунов“ в английской деревенской церкви, или простой детской песенки, вроде „Мы идем, собирая орехи“, положенной на музыку Стравинского. Что касается героев, все они весьма эксцентричны и вполне правдоподобны, вызывая множество слабых воспоминаний, навеянных такими разными и не английскими источниками, как произведения Жерарди, Бальзака или Чехова. Вариация на тему двойственности реальной личности и литературной биографии, это в своём роде маленький шедевр острого ума и отточенной техники» (Айрис Бэрри).
«Английский язык Сирина превосходен. Его основной литературный приём — чередование различных стилей — удался блестяще, как и все построение романа» (Мария Толстая).

## Переводы на русский язык

### Перевод Г. Барабтарло
Всего насчитывает три перевода книги. Самым популярным сейчас считается перевод американского литературоведа и переводчика Геннадия Барабтарло, выполненный по просьбе вдовы Набокова Веры. От других переводов его отличает, помимо свойственной Барабтарло передачи слога Набокова, также частичное подражание дореволюционной орфографии ("безплодный"). Помимо этого, Барабтарло перевел имя — Севастьян. Аргументирует он это так: 
Кстати сказать, в самом этом имени содержится для переводчика книги <...> трудность. Как известно, греческая "бета" <...> произносится греками, а вслед за ними и славянами, как "вита" (базилика — Василий, Барбара — Варвара и т. д.). Поэтому было бы и странно, и неправильно передавать английское написание "Себастьян" именно в русском переводе (отчего бы уж тогда не "Себастиан"): и оттого, что его ведь крестили Севастьяном; и оттого, что повествователь настойчиво подчеркивает непобедимое преобладание в своем брате русского начала; и оттого, наконец, что в этом имени таится <...> зашифрованный ключ к решению одной из важнейших загадок книги.

### Список переводов книги
- «Истинная жизнь Себастьяна Найта», А. Горянин, М. Мейлах, 1991 г.
- «Подлинная жизнь Себастьяна Найта», С. Ильин, 1993 г.
- «Истинная жизнь Севастьяна Найта», Г. Барабтарло, 2008 г.